# Mats Magnusson
Mats Tuve Magnusson, född 10 juli 1963 i Helsingborg, är en svensk fotbollsspelare som säsongen 1989/90 var Europas näst bäste målskytt inom klubbfotbollen och 1988 och 1990 spelade Europacupfinal med Benfica.

## Klubblagskarriär
Karriären började i Högaborg. Malmö FF bjöd ner Mats Magnusson till ett sommarläger när han var 13 år, och han debuterade som inhoppare i allsvenskan som 18-åring 23 augusti 1981 när MFF förlorade mot Halmstad med 5-2 på Malmö Stadion.
Efter 18 månaders oavbrutet spel i förstaelvan så blev Mats "Masse" Magnusson som 22-åring proffs i schweiziska Servette. Det blev succé direkt i debuten med 2 mål mot FC Baden 7 augusti 1985. Men efter 12 mål på 25 ligamatcher ville tränaren Jean-Marc Guillou inte längre satsa på svensken. När Magnusson var hemma i Malmö under sommaren övertalades han av Bengt Madsen och Tord Grip att bryta kontraktet med Servette och återkomma till Malmö FF. Magnusson startade i Malmö FF mot Djurgården 16 juli 1986. Det blev SM-guld och året därpå väntade proffslivet igen. Det blev Portugal och Benfica sommaren 1987. Det utvecklade sig till en femårig kärleksaffär. Under åren 1987 till 1992 gjorde svensken 64 mål på 121 ligamatcher och blev mästare med Benfica två gånger, 1989 och 1991. Magnusson spelade 2 Europacupfinaler med Benfica. 1988 mot PSV Eindhoven samt 1990 mot AC Milan. Benfica förlorade båda. I förlusten mot AC Milan 1990 spelade även Jonas Thern i Benfica. Sven-Göran Eriksson var tränare.
Säsongen 1989/1990 vann Magnusson skytteligan i Portugal med SL Benfica då han gjorde 33 mål på 31 matcher. Han var då också nära att tilldelas Guldskon som Europas bästa målskytt, men Hristo Stoitjkov gjorde i sista omgången av bulgariska ligan sex mål och gick förbi.
Magnusson avslutade sin karriär med att återvända till Sverige och Helsingborg. Med 37 mål på 51 serie- och kvalmatcher bidrog Mats ”Masse” Magnusson till HIFs nyetablering i eliten, och utgjorde tillsammans med Henrik Larsson i Helsingborgs IF en framgångsrik duo som starkt bidrog till allsvenskt avancemang 1992. 
I januari 2010 deltog Magnusson i en välgörenhetsmatch med Benfica All Stars för de av en jordbävning drabbade människorna på Haiti.

## Landslagskarriär
Mats Magnusson debuterade i det svenska landslaget på Malmö stadion i en träningslandskamp mot Mexiko 22 augusti 1984. Han fick ett stort genombrott för sin insats i VM-kvalmatchen mot Västtyskland 25 september 1985. Han blev då inbytt med två minuter kvar av matchen vid ställningen 1–2. Bara minuten senare slog Torbjörn Nilsson en djupledsboll till Magnusson som i höger innerposition rusade fri mot mål och med sin första bollkontakt lobbade bollen över en utrusande Harald Schumacher i det tyska målet. Målet gav Sverige ett bra läge att avancera till VM, men en förlust i den näst sista omgången mot Tjeckoslovakien med 2-1, och Portugals oväntade vinst mot Västtyskland gjorde dock att VM-resan uteblev.
Magnusson var inte startspelare under Laban Arnesson, men när Olle Nordin blev förbundskapten blev Magnusson förstaval i fler landskamper. 10 juni 1990 startade han i VM-premiären mot Brasilien med Tomas Brolin som anfallspartner. Men en skada i första halvlek i en närkamp mot Dunga innebar slutet i blågult och det blev hans sista landskamp.

## Privatliv
Magnusson är gift och lever tillsammans med sin Brasilienfödda fru Waldenice och en son (född 2012). Han har två vuxna barn från ett tidigare äktenskap, och anställdes som matrialhanterare på ett ventilationsföretag.
Hösten 2014 var Magnusson ungdomstränare för Trelleborgs FF.
Hösten 2017 kom han, tillsammans med Marcus Birro, ut med boken "Helvetet tur och retur" där han skriver om hur han efter karriären hamnade i alkoholmissbruk och under en tid var hemlös.

## Meriter
- 30 A-landskamper/9 mål
- Världsmästerskapet i fotboll 1990
- Svensk mästare 1986 med Malmö FF
- Portugisisk mästare 1988/89 och 1990/91 med Benfica
- Skytteligavinnare 89/90 i Portugal